# Saint Martin (Jersey)
Saint Martin (Jèrriais: St Martîn) is een van de twaalf gemeenten op het Kanaaleiland Jersey. De gemeente heeft een oppervlakte van 10,3 km². Vroeger werd de gemeente "Saint Martin le Vieux" genoemd om het te onderscheiden van de huidige gemeente Grouville, dat namelijk vroeger "Saint Martin de Grouville" werd genoemd.
St. Martin is de enige gemeente op Jersey die het bestuur niet vanuit een gemeentehuis voert. Saint Martin heeft een “openbaar huis” (Engels: Public Hall) met een vergaderzaal voor de gemeenteraad.

## Bezienswaardigheden
In Saint Martin ligt Gorey, een van de drie grootste havens van Jersey; deze zijn:
- Saint Helier;
- Saint Aubin;
- Gorey.

De hunebedden bij Le Couperon en Faldouet behoren tot de prehistorische overblijfselen in de gemeente. “La Pouquelaye de Faldouet”staat op het tien pence muntstuk van Jersey. Het bracht Victor Hugo inspiratie voor zijn gedicht Nomen, numen, lumen dat hij in 1855 gedurende zijn verblijf op Jersey schreef.

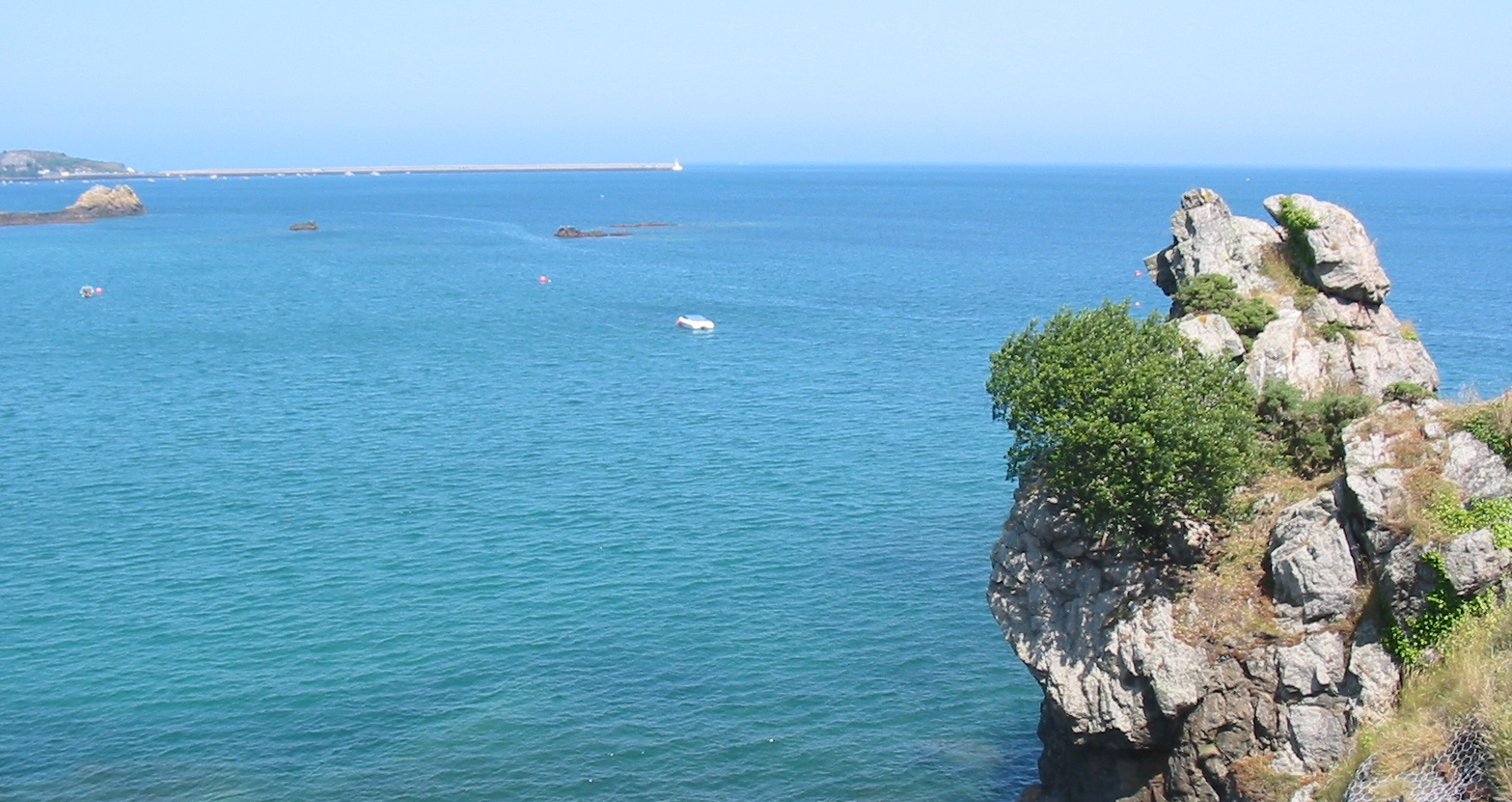
Le Saut Geffroy, of Geoffroy's Leap, kan bij nacht gezien worden op de achtergrond de pier van St. Catherine's

De rots bekend als Le Saut Geffroy, of Geoffroy's Leap, werd, naar de verhalen, vroeger gebruikt voor executies. Veroordeelde misdadigers werden daar in zee geworpen. Volgens de folklore, werd een man met de naam Geffroy veroordeeld om ter dood gebracht te worden door hem in zee te werpen. Hij overleefde echter en hij klom terug de klif op. Toen er een discussie ontsprong over deze situatie en er twee kampen ontstonden, sprong Geffroy zelf opnieuw. Ditmaal overleefde hij het niet. Le Saut Geffroy is nu eigendom van de “National Trust for Jersey”.
Het kasteel van “Mont Orgueil” overheerst de kleine haven en het dorp Gorey, op Jersey. Het kasteel diende als gevangenis totdat er in St. Helier in de 17de eeuw een vervanging kwam. Bekende gevangen van de Britten waren William Prynne en John Lilburne. Tot de bouw van het “Elizabeth Castle” bij Saint Helier in het begin van de 17de eeuw was Mont Orgueil de residentie van de Gouverneur van Jersey.
De immense pier bij St. Catherine is het overblijfsel van een havenproject dat door de Britse regering werd begonnen in de 19de eeuw, later werd dit project gestopt. Het is nu zeer populair bij vissers.

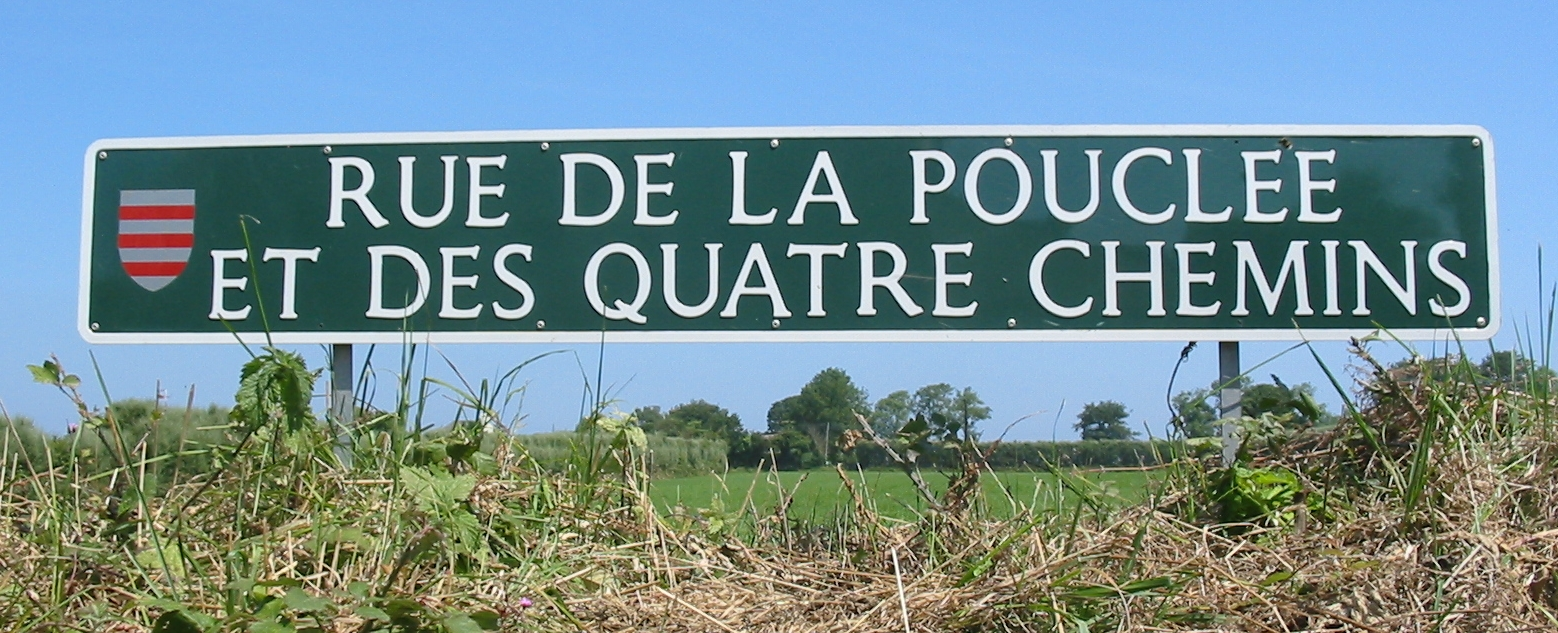
De hunebed (in Jèrriais, pouquelaye of archaïsch pouclée) bij Faldouet is de oorsprong van de langste straatnaam op Jersey: Rue de la Pouclée et des Quatre Chemins

## Taal
In St. Martin wordt veel Jèrriais met een onderscheidend accent gesproken. Het gebied rondom Faldouet had vroeger een eigen dialect genaamd Faldouais. Een opmerkelijk kenmerk van dit dialect was de uitspraak van de /r/ als een /z/. Ondanks dat het Faldouais dialect verdwenen is, zijn er veel geschriften bewaard.

## Wetenswaardigheden
Edmund Blampied, een artiest, werd geboren in Ville Brée op 30 maart 1886.

## Buurtschappen of Vingtaines
De gemeente is als volgt verdeeld in buurtschappen:
- La Vingtaine de Rozel
- La Vingtaine de Faldouet
- La Vingtaine de la Quéruée
- La Vingtaine de l'Église
- La Vingtaine du Fief de la Reine

De Ecréhous horen bij de gemeente St. Martin.
De gemeente bestaat uit één kiesdistrict en kiest één afgevaardigde in de Staten van Jersey.

## Demografie
| 3528                     | 3423 | 3628 | 3763 |
| Statistiek start in 1991 |      |      |      |